# Genuchinus velutinus
Genuchinus velutinus är en skalbaggsart som beskrevs av John Obadiah Westwood 1874. Genuchinus velutinus ingår i släktet Genuchinus och familjen Cetoniidae. Inga underarter finns listade i Catalogue of Life.